# Kanton Blanquefort
Der Kanton Blanquefort war bis 2015 ein französischer Wahlkreis im Arrondissement Bordeaux, im Département Gironde und in der Region Aquitanien; sein Hauptort war Blanquefort. Vertreterin im Generalrat des Départements war zuletzt von 2001 bis 2015, wiedergewählt 2008, Christine Bost (PS). 
Der sechs Gemeinden umfassende Kanton war 135,90 km² groß und hatte 58.153 Einwohner (Stand 1. Januar 2012).

## Gemeinden
| Gemeinde      | Einwohner Jahr | Fläche km² | Bevölkerungsdichte | Postleitzahl | Code INSEE |
| ------------- | -------------- | ---------- | ------------------ | ------------ | ---------- |
| Blanquefort   | 15.297 (2013)  | –          | – Einw./km²        | 33290        | 33056      |
| Eysines       | 21.762 (2013)  | –          | – Einw./km²        | 33320        | 33162      |
| Ludon-Médoc   | 4318 (2013)    | –          | – Einw./km²        | 33290        | 33256      |
| Macau         | 3806 (2013)    | –          | – Einw./km²        | 33460        | 33262      |
| Parempuyre    | 7922 (2013)    | –          | – Einw./km²        | 33290        | 33312      |
| Le Pian-Médoc | 6183 (2013)    | –          | – Einw./km²        | 33290        | 33322      |

## Bevölkerungsentwicklung
| 1962   | 1968   | 1975   | 1982   | 1990   | 1999   | 2006   | 2011   |
| ------ | ------ | ------ | ------ | ------ | ------ | ------ | ------ |
| 14.534 | 19.032 | 27.454 | 36.400 | 45.278 | 50.511 | 53.744 | 56.751 |